# UCI Asia Tour 2011
L'UCI Asia Tour 2011 fu la settima edizione dell'UCI Asia Tour, uno dei cinque circuiti continentali di ciclismo dell'Unione Ciclistica Internazionale. Era composto da trentanove corse, poi ridotte a trentaquattro effettive, che si svolsero tra ottobre 2010 e settembre 2011 in Asia, più le gare dei campionati asiatici di ciclismo su strada.

## Calendario

### Ottobre 2010
| Data  | Prova                            | Cat. | Vincitore          | Squadra              |
| ----- | -------------------------------- | ---- | ------------------ | -------------------- |
| 10    | Kumamoto International Road Race | 1.2  | Takashi Miyazawa   | Nippo                |
| 11-19 | Tour of Hainan                   | 2.HC | Valentin Iglinskij | Astana               |
| 22-24 | Tour of Seoul                    | 2.2  | Tomasz Marczyński  | CCC-Polsat-Polkowice |
| 23    | Tour of Taihu                    | 1.2  | David Kemp         | Fly V Australia      |
| 24    | Japan Cup (2010)                 | 1.HC | Daniel Martin      | Garmin-Transitions   |
| 24-3  | Tour d'Indonesia                 | 2.2  | Herwin Jaya        | Polygon Sweet Nice   |

### Novembre 2010
| Data  | Prova           | Cat. | Vincitore          | Squadra              |
| ----- | --------------- | ---- | ------------------ | -------------------- |
| 13-14 | Tour de Okinawa | 2.2  | Shinichi Fukushima | Geumsan Ginseng Asia |

### Dicembre 2010
| Data | Prova                   | Cat. | Vincitore     | Squadra           |
| ---- | ----------------------- | ---- | ------------- | ----------------- |
| 12   | Tour of South China Sea | 1.2  | Kazuhiro Mori | Aisan Racing Team |

### Gennaio
| Data | Prova            | Cat. | Vincitore         | Squadra            |
| ---- | ---------------- | ---- | ----------------- | ------------------ |
| 26-1 | Tour de Langkawi | 2.HC | Yonathan Monsalve | Androni Giocattoli |

### Febbraio
| Data  | Prova                           | Cat. | Vincitore       | Squadra                           |
| ----- | ------------------------------- | ---- | --------------- | --------------------------------- |
| 6-11  | Tour of Qatar                   | 2.1  | Mark Renshaw    | HTC-Highroad                      |
| 11    | Tour de Mumbai-Nasik Cyclothon  | 1.2  | Elia Viviani    | Liquigas-Cannondale               |
| 13    | Tour de Mumbai-Mumbai Cyclothon | 1.2  | Robert Hunter   | Team RadioShack                   |
| 15-20 | Tour of Oman                    | 2.1  | Robert Gesink   | Rabobank                          |
| 17    | Campionati asiatici-Cronometro  | CC   | Eugen Wacker    | Kirghizistan                      |
| 19    | Campionati asiatici-In linea    | CC   | Yukiya Arashiro | Giappone                          |
| 24-28 | Kerman Tour                     | 2.2  | Mahdi Sohrabi   | Tabriz Petrochemical Cycling Team |

### Marzo
| Data  | Prova            | Cat. | Vincitore       | Squadra                           |
| ----- | ---------------- | ---- | --------------- | --------------------------------- |
| 9-13  | Jelajah Malaysia | 2.2  | Mahdi Sohrabi   | Tabriz Petrochemical Cycling Team |
| 19-28 | Tour de Taïwan   | 2.2  | Markus Eibegger | Tabriz Petrochemical Cycling Team |

### Aprile
| Data  | Prova                     | Cat. | Vincitore           | Squadra                           |
| ----- | ------------------------- | ---- | ------------------- | --------------------------------- |
| 1-6   | Tour of Thailand          | 2.2  | Tobias Erler        | Tabriz Petrochemical Cycling Team |
| 15-24 | Tour de Korea             | 2.2  | Ki Ho Choi          | Hong Kong                         |
| 16-19 | Tour des Philippines      | 2.2  | Rahim Ememi         | Azad University                   |
| 24    | Melaka Chief Minister Cup | 1.2  | Hassan Maleki Mizan | Suren Cycling Team                |

### Maggio
| Data  | Prova                         | Cat. | Vincitore         | Squadra                    |
| ----- | ----------------------------- | ---- | ----------------- | -------------------------- |
| 13-18 | Azerbaijan International Tour | 2.2  | Mehdi Sohrabi     | Tabriz Petrochemical Team  |
| 15-22 | Tour of Japan                 | 2.2  | Annullata         |                            |
| 25-29 | International Presidency Tour | 2.2  | Samad Poor Seiedi |                            |
| 26-29 | Tour de Kumano                | 2.2  | Fortunato Baliani | DìAngelo & Antenucci-Nippo |

### Giugno
| Data  | Prova             | Cat. | Vincitore    | Squadra         |
| ----- | ----------------- | ---- | ------------ | --------------- |
| 6-12  | Tour of Singkarak | 2.2  | Amir Zargari | Azad University |
| 17-19 | Tour of East Java | 2.2  | Annullata    |                 |
| 18    | Golan I           | 1.2  | Annullata    |                 |
| 20    | Golan II          | 1.2  | Annullata    |                 |

### Luglio
| Data | Prova                | Cat. | Vincitore      | Squadra        |
| ---- | -------------------- | ---- | -------------- | -------------- |
| 1-10 | Tour of Qinghai Lake | 2.HC | Gregor Gazvoda | Perutnina Ptuj |

### Settembre
| Data  | Prova                 | Cat. | Vincitore            | Squadra                          |
| ----- | --------------------- | ---- | -------------------- | -------------------------------- |
| 1-5   | Milad De Nour Tour    | 2.2  | Ghader Mizbani       | Tabriz Petrochemical Team        |
| 7-11  | Tour de Brunei        | 2.2  | Shinichi Fukushima   | Terengganu Pro-Asia Cycling Team |
| 10-20 | Tour of China         | 2.1  | Muradjan Halmuratov  | Giant Kenda Cycling Team         |
| 11    | India Cyclothon Delhi | 1.2  | Annullata            |                                  |
| 16-19 | Tour de Hokkaido      | 2.2  | Miguel Ángel Rubiano | D'Angelo & Antenucci-Nippo       |
| 23-25 | Tour of East Java     | 2.2  | Hossein Jahabanian   | Tabriz Petrochemical Team        |
| 28    | Golan I               | 1.2  | Vladimir Tuychiev    | Uzbekistan                       |
| 30    | Golan II              | 1.2  | Fadi Shaikouni       | Siria                            |

## Classifiche
Aggiornate all'8 ottobre 2011.
| Pos. | Corridore          | Squadra      | Punti |
| ---- | ------------------ | ------------ | ----- |
| 1    | Mehdi Sohrabi      | Tabriz Petr. | 327   |
| 2    | Muradjan Halmutrov | Giant Kenda  | 239   |
| 3    | Amir Zargari       | Azad Univ.   | 218   |
| 4    | Libardo Nino       | Letua        | 202   |
| 5    | Boris Špilevskij   | Tabriz Petr. | 203   |
| 6    | Gregor Gazvoda     | Perutnina    | 183   |
| 7    | Yukiya Arashiro    | Europcar     | 239   |
| 8    | Andrea Guardini    | Farnese      | 218   |
| 9    | Hossein Askari     | Tabriz Petr. | 202   |
| 10   | Rahim Ememi        | Azad Univ.   | 203   |

| Pos. | Squadra                    | Punti  |
| ---- | -------------------------- | ------ |
| 1    | Tabriz Petrochemical Team  | 1 174  |
| 2    | Azad University Iran       | 663    |
| 3    | Giant Kenda Racing Team    | 594,67 |
| 4    | Terengganu Cycling Team    | 371    |
| 5    | Farnese Vini-Neri Sottoli  | 340    |
| 6    | Aisan Racing Team          | 302    |
| 7    | Letua Cycling Team         | 292    |
| 8    | CCC-Posat-Polkowice        | 272    |
| 9    | Perutnina Ptuj             | 267    |
| 10   | D'Angelo & Antenucci-Nippo | 266    |

| Pos. | Nazione       | Punti  |
| ---- | ------------- | ------ |
| 1    | Iran          | 1 427  |
| 2    | Giappone      | 1 012  |
| 3    | Uzbekistan    | 447    |
| 4    | Malaysia      | 374    |
| 5    | Kazakistan    | 348    |
| 6    | Corea del Sud | 287    |
| 7    | Siria         | 210    |
| 8    | Indonesia     | 206,34 |
| 9    | Hong Kong     | 200    |
| 10   | Kirghizistan  | 160    |